# Codificació en conjunts
La codificació en conjunts, també coneguda com a percepció de conjunt o representació resumida, és una teoria de la neurociència cognitiva sobre la representació interna de grups d'objectes a la ment humana. La codificació de conjunt proposa que aquesta informació es registri mitjançant estadístiques de resum, especialment la mitjana o la variància. L'evidència experimental tendeix a donar suport a la teoria d'informació visual de baix nivell, com ara formes i mides, així com algunes característiques d'alt nivell com el gènere de la cara. No obstant això, encara no és clar fins a quin punt la codificació de conjunts s'aplica a estímuls d'alt nivell o no visuals, i la teoria continua sent objecte d'investigació activa.

## Teoria
El sistema visual disposa d'una gran quantitat d'informació. La codificació conjunta és una teoria que suggereix que les persones processen l'essència general del seu complex entorn visual agrupant objectes en funció de propietats compartides. El món està ple d'informació redundant de la qual el sistema visual humà s'ha tornat especialment sensible. El cervell explota aquesta redundància i condensa la informació. Per exemple, les fulles d'un arbre o brins d'herba donen lloc a la percepció de "treeness" i "gespa". S'ha demostrat que els individus tenen la capacitat de codificar de manera ràpida i precisa conjunts d'objectes, com les fulles d'un arbre, i recopilar informació estadística resumida (com la mitjana i la variància) de grups d'estímuls. Algunes investigacions suggereixen que aquest procés proporciona informació visual aproximada de tot el camp visual, donant pas a una imatge completa i precisa del món visual. Tot i que els detalls individuals d'aquesta imatge precisa poden ser inaccessibles, el "essencial" de l'escena segueix sent accessible. La codificació conjunta és un procés adaptatiu que alleugereix la càrrega cognitiva en el processament i l'emmagatzematge de representacions visuals mitjançant l'ús d'heurístiques.

## Definició operativa
David Whitney i Allison Yamanashi Lieb han desenvolupat una definició operativa i flexible que indica que la codificació de conjunt hauria de cobrir els cinc conceptes següents:
- La percepció conjunta és la capacitat de discriminar o reproduir un moment estadístic.
- La percepció del conjunt requereix la integració de múltiples elements.
- La informació del conjunt a cada nivell de representació pot ser precisa en relació amb el processament d'objectes individuals a aquest nivell.
- El reconeixement d'un sol element no és un requisit previ per a la codificació de conjunts.
- Les representacions de conjunt es poden extreure amb una resolució temporal igual o més enllà de la resolució temporal del reconeixement d'objectes individuals.